# Albert Borschette
Albert Borschette (ur. 14 czerwca 1920 w Diekirch, zm. 8 grudnia 1976 w Brukseli) – luksemburski dyplomata i pisarz, stały przedstawiciel Luksemburga przy Wspólnotach Europejskich, w latach 1970–1976 członek Komisji Europejskiej.

## Życiorys
Podczas II wojny światowej przymusowo wcielony do Wehrmachtu i zmobilizowany do walki na froncie wschodnim. Symulując chorobę zdezerterował z armii i powrócił do Luksemburga, gdzie przebywał w ukryciu. Studiował literaturoznawstwo na uczelniach w Aix-en-Provence, Innsbrucku, Monachium i Paryżu. Od końca lat 30. publikował prace dotyczące krytyki literackiej w języku francuskim i niemieckim. W latach 40. i 50. opublikował kilka książek w języku francuskim dotyczących m.in. wspomnień z pobytu w ZSRR (za jedną z nich, Continuer à mourir z 1957 otrzymał nagrodę stowarzyszenia pisarzy SELF). W 1962 był współzałożycielem sekcji sztuki i literatury w ramach Institut Grand-Ducal, luksemburskiej akademii narodowej.
W 1945 podjął pracę w luksemburskiej służbie dyplomatycznej, był attaché prasowym w ministerstwie spraw zagranicznych, szefem przedstawicielstwa przy dowództwie francuskich sił okupacyjnych w Niemczech w Baden-Baden (1947–1949) i reprezentantem państwa w Sojuszniczej Radzie Kontroli Niemiec. Następnie pomiędzy 1950 a 1956 pozostawał sekretarzem i radcą w ambasadach w Bonn oraz Brukseli. Od 1956 do 1957 zastępca szefa delegacji przy EURATOM, a od 1958 do 1970 pierwszy stały przedstawiciel Luksemburga przy Wspólnotach Europejskich. W latach 1962–1970 zasiadał jednocześnie w Parlamencie Europejskim, pozostając niezrzeszonym. Od 1970 do 1976 pozostawał członkiem trzech kolejnych Komisji Europejskich (jako bezpartyjny). Odpowiadał w nich za konkurencję (1970–1976), politykę regionalną i informację (1970–1973) oraz administrację (1973–1976). W maju 1976 przeszedł udar, po czym zapadł w śpiączkę, w związku z czym jego obowiązki przejął Raymond Vouel. Zmarł pół roku później.
Jego imieniem nazwano ulicę w Luksemburgu i salę konferencyjną w siedzibie Komisji Europejskiej.

## Odznaczenia
Odznaczony Orderem Korony Dębowej V klasy (1960), Krzyżem Wielkim Orderu Zasługi Cywilnej oraz Krzyżem Zasługi I Klasy Orderu Zasługi Republiki Federalnej Niemiec.